# Винберг, Иван Андреевич
Иван Андреевич Винберг (?—1851)  — портретист, мастер акварельной миниатюры, академик Императорской Академии художеств.

## Биография
Родился в семье А. Винберга, шведского ювелира, работавшего в Петербурге в 1791–1816. Художественное образование, по-видимому, получил под руководством отца. Занимался преимущественно миниатюрным портретом в технике акварели. С 1824 неоднократно экспонировал свои миниатюры на выставках в залах Императорской Академии художеств.
Получил звание «назначенного в академики» (1830). Академик Императорской Академии художеств (1846) за портрет Государя Александра Павловича.
Сын художника — Иван Иванович Винберг (1834—1852), неклассный художник акварельной живописи, также был миниатюристом.

## Галерея

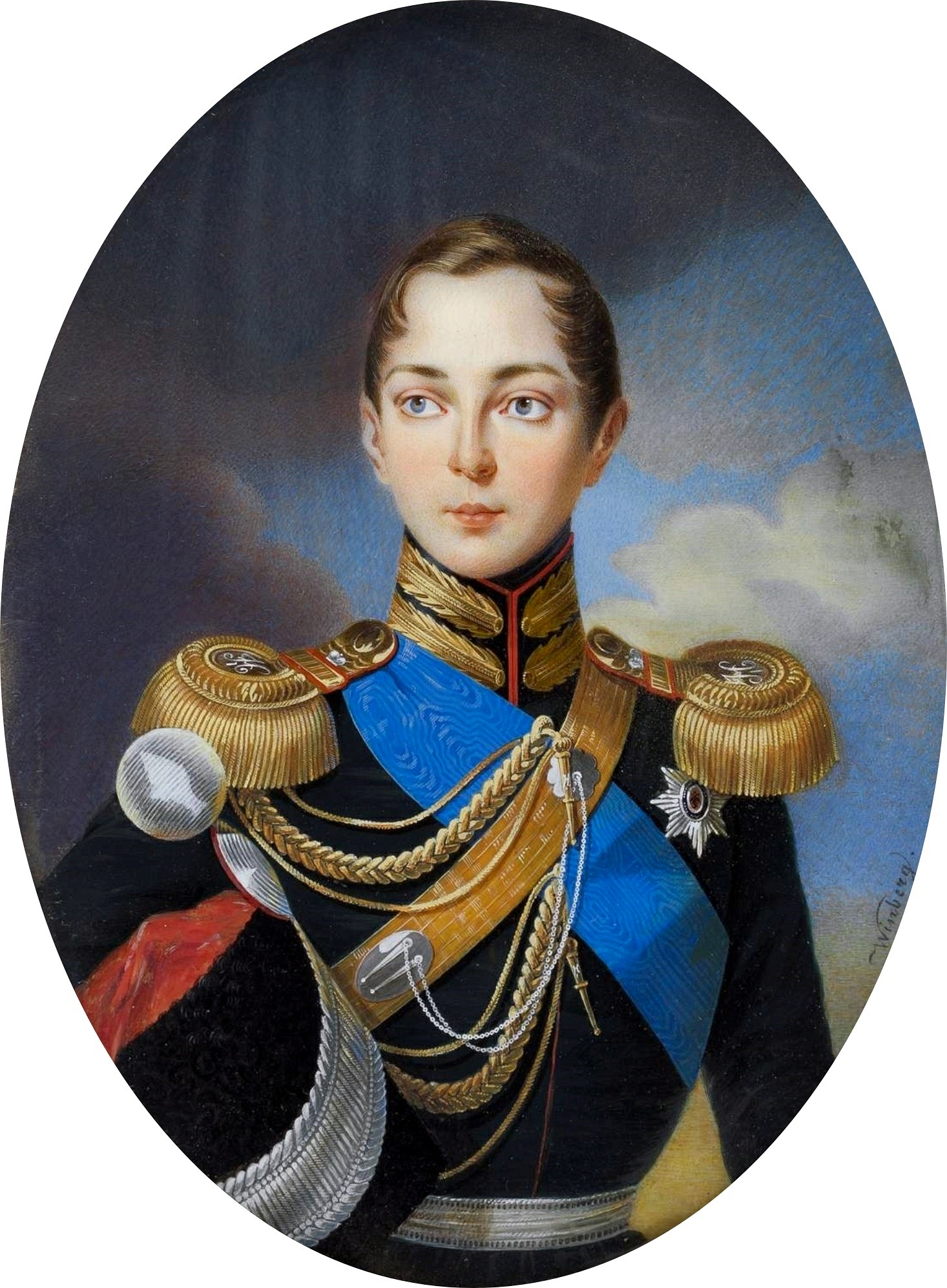
Александр Николаевич
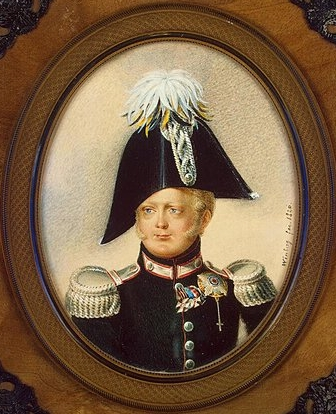
Александр I
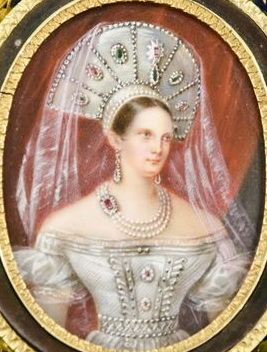
Александра Фёдоровна
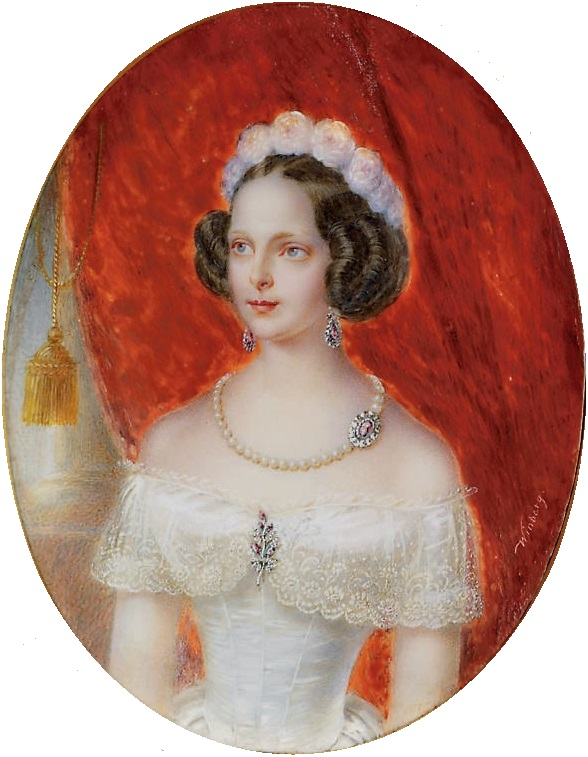
Александра Николаевна
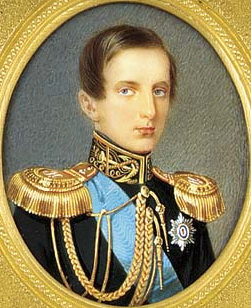
Великий князь Константин Николаевич
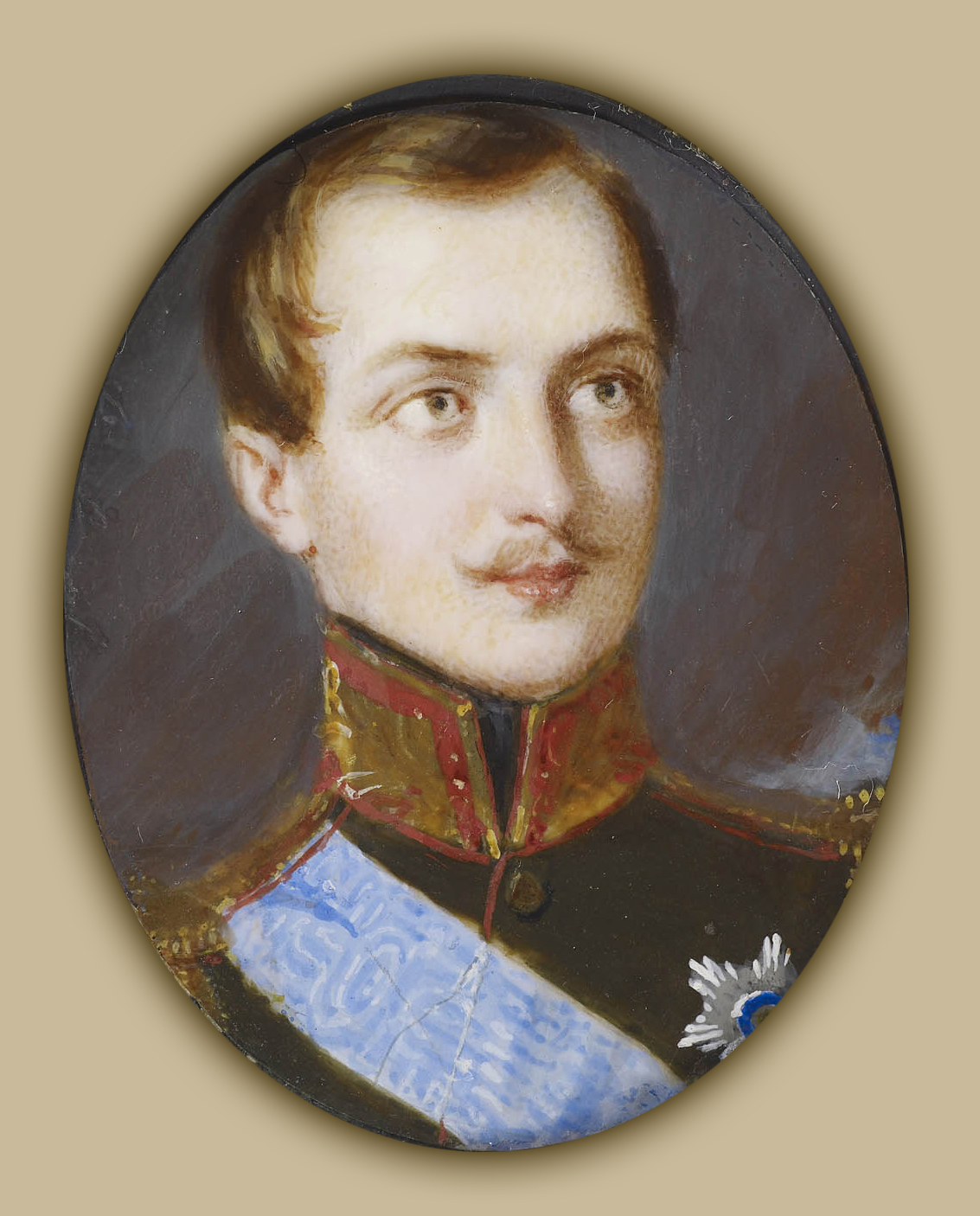
Великий князь Николай Николаевич
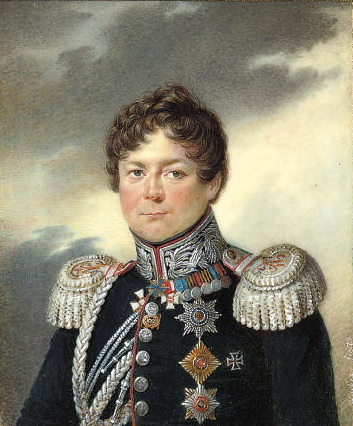
И. И. Дибич-Забалканский
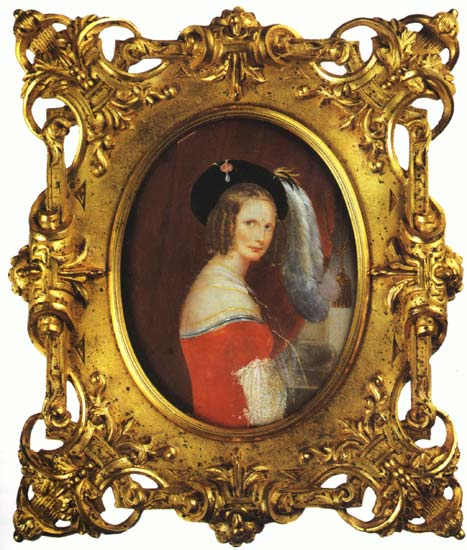
Императрица Александра Фёдоровна
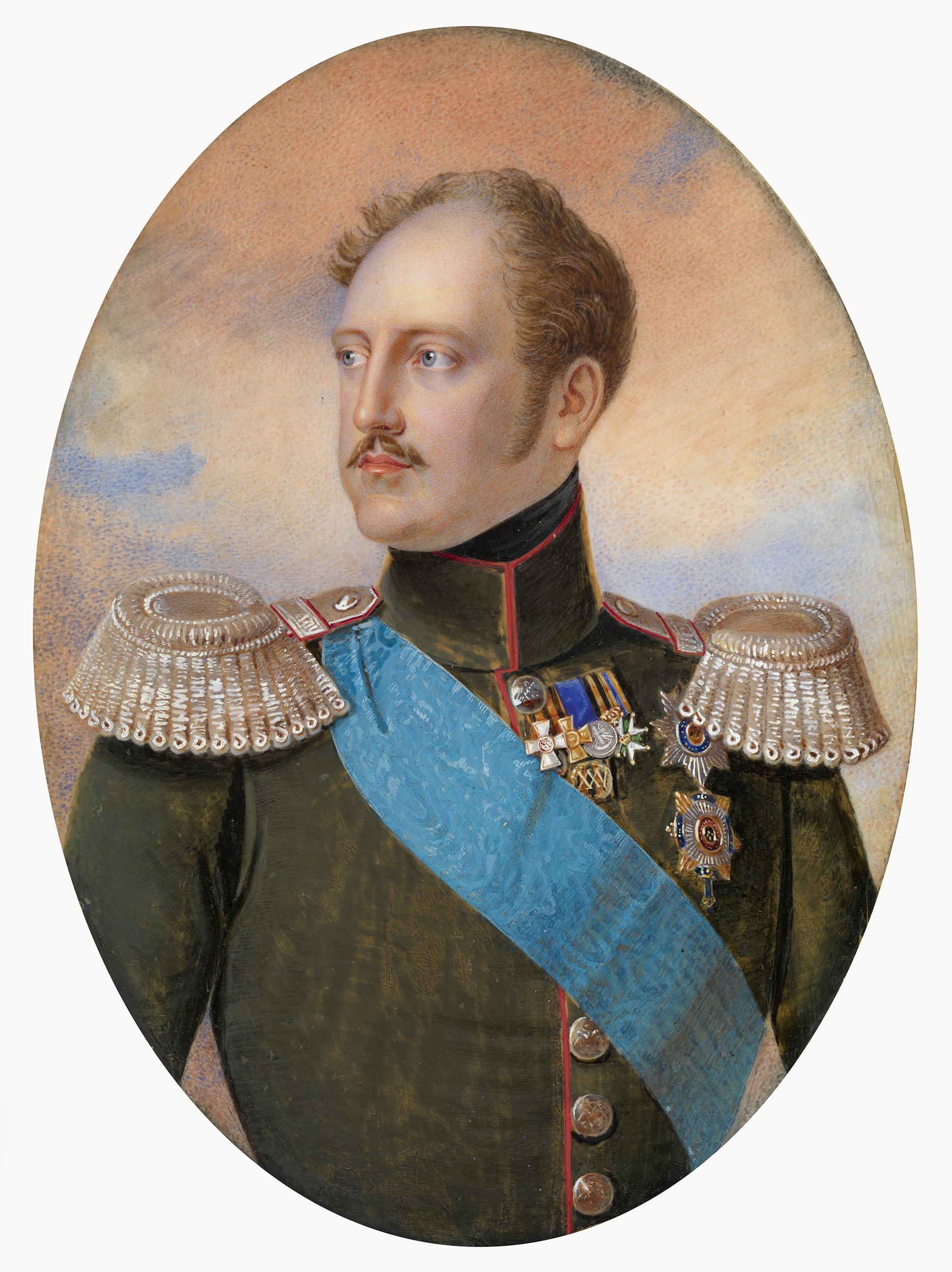
Николай I